# گلایسدرایک (متروی برلین)

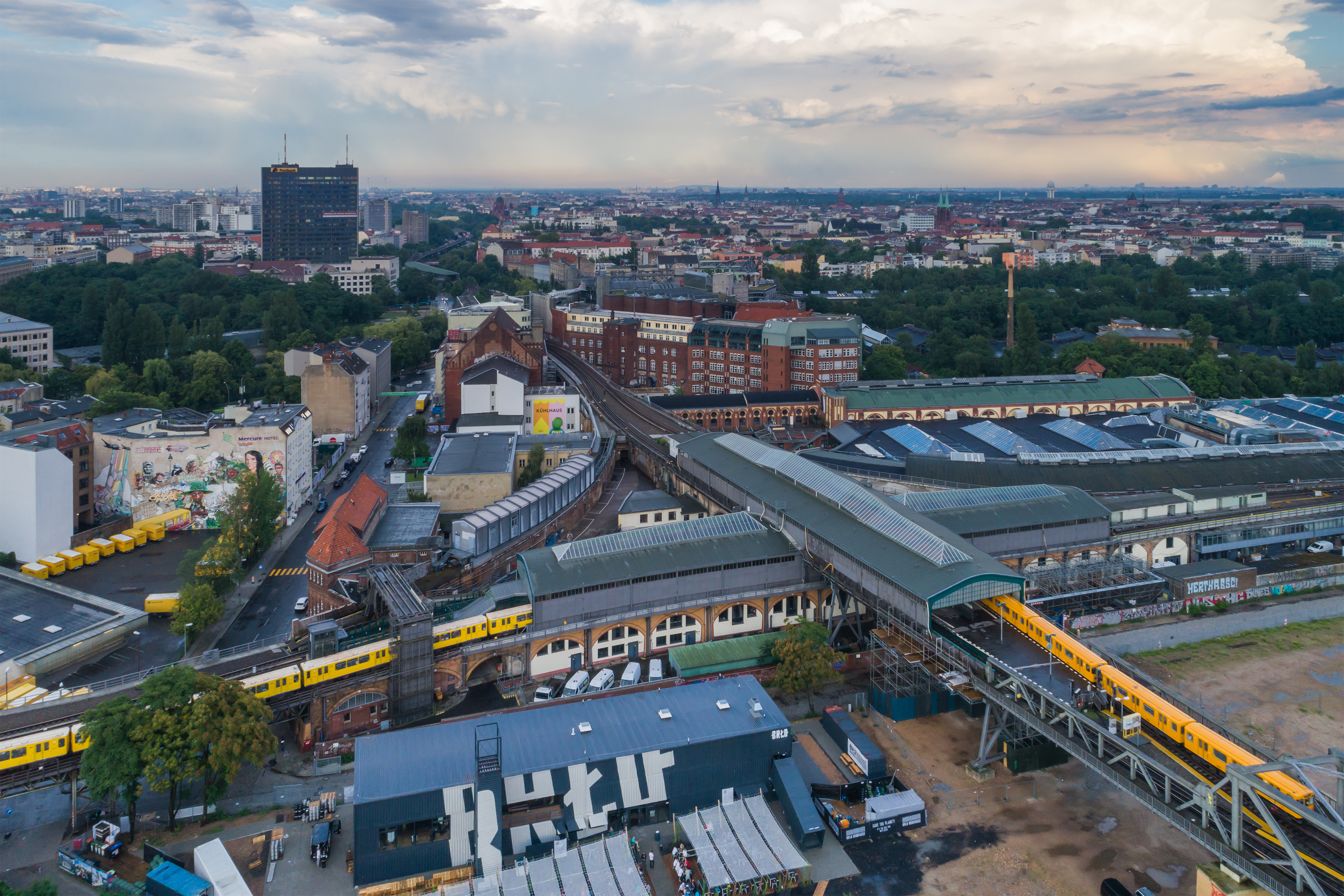
تصویر هوایی

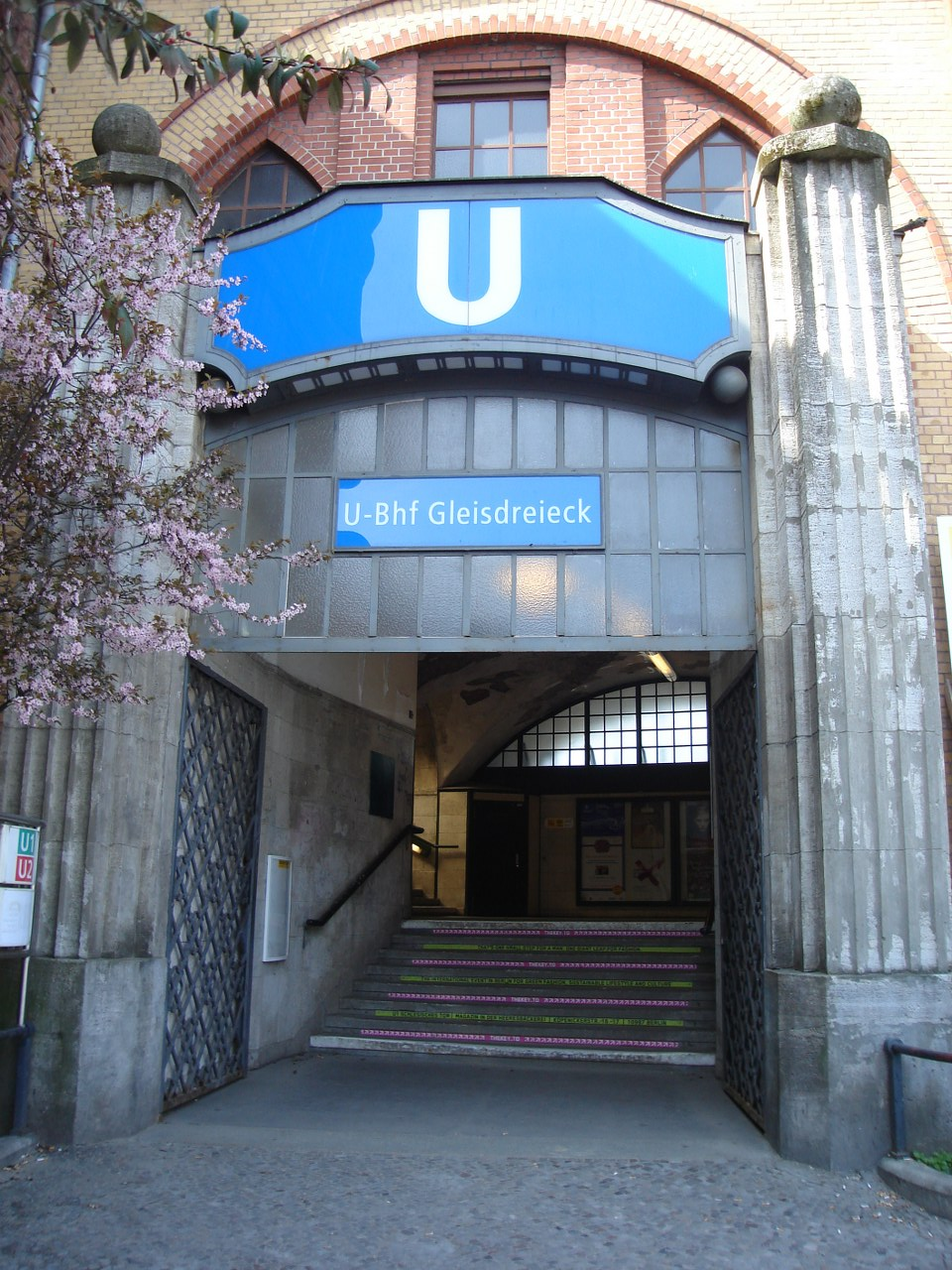
ورودی

گلایسدرایک (آلمانی: Gleisdreieck) یکی از ایستگاه‌های متروی برلین است که در خطوط U1 و U2 و در منطقه کروتسبرگ قرار دارد. این ایستگاه در دو طبقه روی زمین است که خط او۱ در طبقه بالاتر قرار دارد. 